# Northamptonshire
Northamptonshire – hrabstwo ceremonialne i historyczne w środkowej Anglii, w regionie East Midlands. Do 2021 roku pełniło funkcję administracyjną jako hrabstwo niemetropolitalne.
Powierzchnia hrabstwa wynosi 2264 km², a liczba ludności – 692 000. Stolicą i największym miastem jest Northampton, położone w środkowej części hrabstwa. Innymi większymi miastami na terenie Northamptonshire są Kettering, Corby, Wellingborough, Rushden oraz Daventry.
Przez hrabstwo przebiega autostrada M1 oraz linie kolejowe West Coast Main Line i Midland Main Line.
Na północy Northamptonshire graniczy z hrabstwem Leicestershire, na północnym wschodzie z Rutland i Lincolnshire, na wschodzie z Cambridgeshire, na południowym wschodzie z Bedfordshire, na południu z Buckinghamshire, na południowym zachodzie z Oxfordshire a na zachodzie z Warwickshire.

## Podział administracyjny

### Obecnie
W skład hrabstwa ceremonialnego wchodzą dwie jednostki administracyjne typu unitary authority:
1. West Northamptonshire
2. North Northamptonshire

### Do 2021 roku

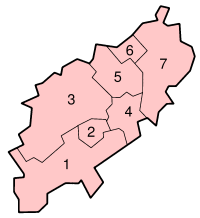
Podział administracyjny hrabstwa do 2021 roku

Przed 1 kwietnia 2021 roku Northamptonshire było hrabstwem niemetropolitalnym, w którego skład wchodziło siedem dystryktów:
1. South Northamptonshire
2. Northampton
3. Daventry
4. Wellingborough
5. Kettering
6. Corby
7. East Northamptonshire